# Hohe Warte (Pforzheim)

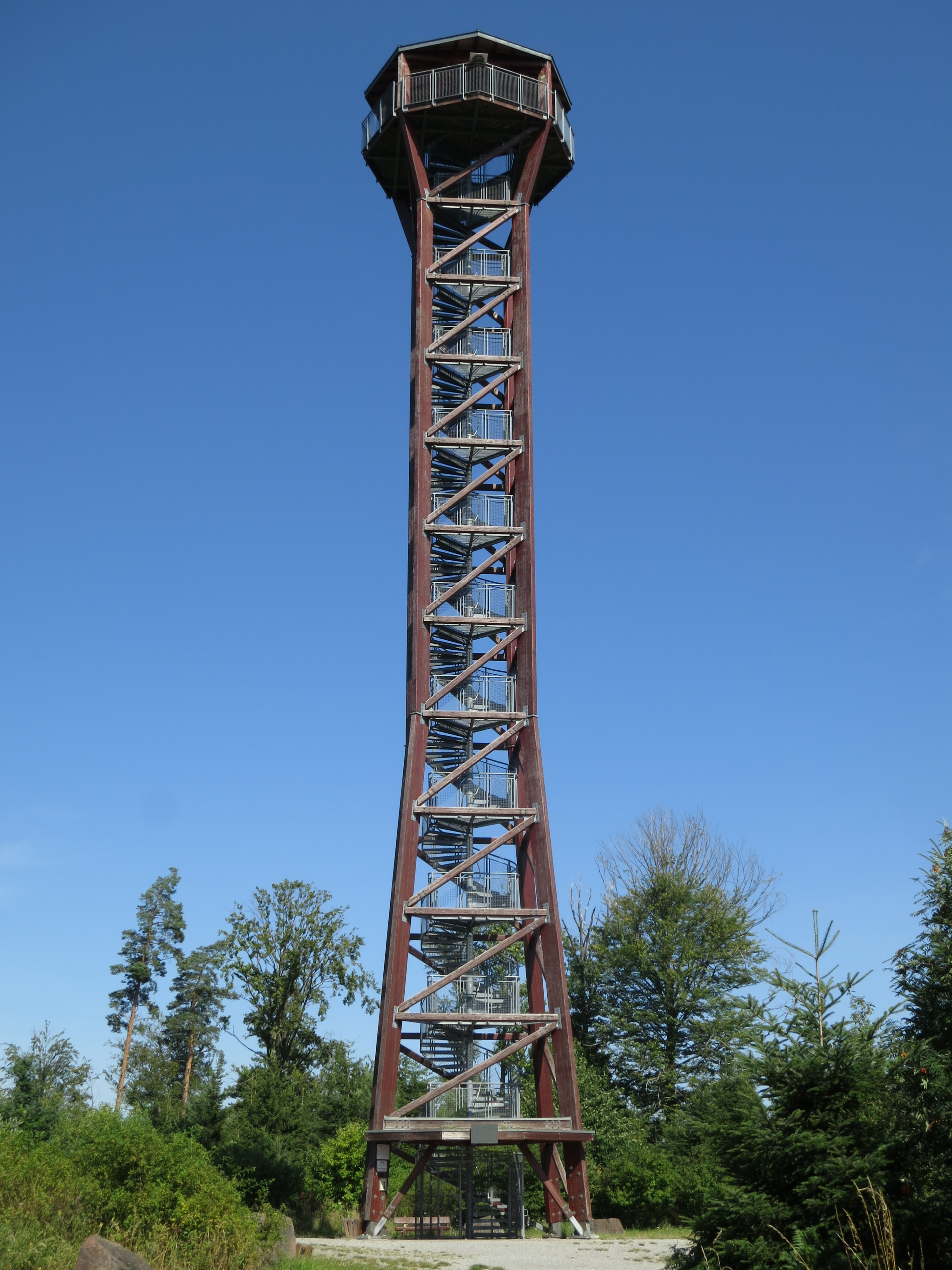
Hohe Warte

Die Hohe Warte ist ein Aussichtsturm auf einem Höhenrücken zwischen Nagold und Würm beim Pforzheimer Stadtteil Hohenwart.
Mit einer Gesamthöhe von 40 Metern war er bis zur Eröffnung des 55 Meter hohen Aussichtsturms Himmelsglück in Schömberg (Landkreis Calw) im Juni 2021 der höchste Turm seiner Bauart im Nordschwarzwald. Er steht auf 537 m ü. NN. Der Aussichtsturm, der im Jahr 2002 errichtet wurde, hat 192 Stufen. Die Konstruktion aus Lärchenholz und Stahl, erbaut nach den Plänen des Heidelberger Architekten Robert Teltschik, ist inzwischen zu einem beliebten Ausflugsziel geworden.
Der Aussichtsturm Hohe Warte ist baugleich mit dem 2001 errichteten Teltschikturm bei Wilhelmsfeld im Odenwald.
Da der Aussichtsturm Hohe Warte  weder einen Aufzug noch eine Rollstuhlrampe hat, ist er nicht barrierefrei. Zur Zeit ist die Hohe Warte auf unbestimmte Zeit geschlossen.